# Brunswick (Maine)
Brunswick és una població dels Estats Units a l'estat de Maine (EUA). Segons el cens del 2000 tenia 21.172 habitants.

## Demografia
Segons el cens del 2000, Brunswick tenia 21.172 habitants, 8.150 habitatges, i 5.150 famílies. La densitat de població era de 174,7 habitants per km².
Dels 8.150 habitatges en un 31,1% hi vivien nens de menys de 18 anys, en un 51,6% hi vivien parelles casades, en un 8,7% dones solteres, i en un 36,8% no eren unitats familiars. En el 30,8% dels habitatges hi vivien persones soles el 13,5% de les quals corresponia a persones de 65 anys o més que vivien soles. El nombre mitjà de persones vivint en cada habitatge era de 2,34 i el nombre mitjà de persones que vivien en cada família era de 2,95.
Per edats la població es repartia de la següent manera: un 23% tenia menys de 18 anys, un 14,1% entre 18 i 24, un 26,9% entre 25 i 44, un 20,5% de 45 a 60 i un 15,5% 65 anys o més.
L'edat mediana era de 36 anys. Per cada 100 dones de 18 o més anys hi havia 89 homes.
La renda mediana per habitatge era de 40.402$ i la renda mediana per família de 49.088$. Els homes tenien una renda mediana de 32.141 $ mentre que les dones 24.927$. La renda per capita de la població era de 20.322$. Entorn del 5% de les famílies i el 8% de la població estaven per davall del llindar de pobresa.

## Poblacions més properes
El següent diagrama mostra les poblacions més properes.